# Giovanni XVIII di Alessandria
Papa Giovanni XIII o Abba Youannis (Fayyum, ... – Egitto, 7 giugno 1796) è stato un vescovo cristiano orientale egiziano, 107º papa di Alessandria e patriarca della Sede di san Marco.

## Biografia
Nacque a Fayyum. Il suo nome secolare era "Giuseppe". Divenne monaco nel monastero di Sant'Antonio.

### Papato
Alla dipartita di papa Marco VII, fu scelto all'unanimità per succedergli. Fu ordinato nella chiesa copta di San Mercurio al Cairo, domenica 15 paopi del 1486 del calendario copto (23 ottobre 1769).
La sede del papa durante il suo patriarcato rimase nella chiesa di Santa Maria a Haret Elroum del Cairo.

#### Rapporti con Roma
Durante il suo papato, papa Pio VI di Roma tentò di attirare le Chiese orientali verso il cattolicesimo di Roma. A questo scopo, pubblicò gli atti del Concilio di Calcedonia e li distribuì in tutti i paesi dell'Oriente. Inviò persino un legato a papa Giovanni XVIII di Alessandria chiedendogli di unirsi alla Chiesa cattolica romana. Il famoso studioso e teologo Yousab El Abah, vescovo di Girga, rispose al messaggio, confutando le sue affermazioni e difendendo la posizione dell'ortodossia orientale.

#### Persecuzione dei copti
Durante il papato di papa Giovanni XVIII, i copti furono perseguitati dai sovrani ottomani. La jizya fu aumentata a importi senza precedenti e coloro che non potevano pagarla dovevano convertirsi all'Islam o essere giustiziati. Il comandante dell'esercito ottomano di stanza in Egitto prese il tesoro del patriarcato e confiscò tutti i suoi fondi. Papa Giovanni XVIII dovette nascondersi per qualche tempo.

#### Ibrahim El-Gohary
Papa Giovanni XVIII era un buon amico del famoso laico copto Ibrahim El-Gohary. Insieme, lavorarono per restaurare monasteri e chiese. Prepararono anche il santo myron.

### Morte
Papa Giovanni XVIII morì il 2 Paoni 1512 del calendario copto (7 giugno 1796), dopo essere rimasto sul trono papale di San Marco per 26 anni, 7 mesi e 16 giorni. Fu sepolto nelle tombe dei Patriarchi nella chiesa di San Mercurio. Il trono patriarcale rimase vacante dopo la sua dipartita per 3 mesi e 26 giorni.